# Ulrike Blank-Peters
Ulrike Blank-Peters –nacida como Ulrike Blank– es una deportista alemana que compitió en triatlón. Ganó dos medallas en el Campeonato Mundial de Xterra Triatlón en los años 1998 y 2000.

## Palmarés internacional
| Campeonato Mundial | Campeonato Mundial    | Campeonato Mundial | Campeonato Mundial |
| Año                | Lugar                 | Medalla            | Prueba             |
| ------------------ | --------------------- | ------------------ | ------------------ |
| 1998               | Maui (Estados Unidos) | Medalla de plata   | Individual         |
| 2000               | Maui (Estados Unidos) | Medalla de bronce  | Individual         |